# Sven Sjöling
Sven Sture Sjöling, född 21 oktober 1937 i Brännkyrka församling är en svensk pensionerad officer i flygvapnet.

## Biografi
Sjöling blev officer och fänrik i Flygvapnet 1961 vid Södermanlands flygflottilj (F 11). Han befordrades till löjtnant 1963, till kapten 1969, till major 1972, till överstelöjtnant 1977 och till överste 1987. 
Åren 1977–1979 var han flygchef vid F 11. Därefter var han 1979–1983 lärare och kurschef på Militärhögskolan. Åren 1983–1986 var han chef för Underrättelseavdelningen vid Försvarsstaben. Han var chef för Krigsflygskolan 1987–1998. Han blev skolan siste chef, eftersom skolan avvecklades 1998. Han avgick som överste samma år.
Sven Sjöling invaldes 1989 som ledamot i Kungliga Krigsvetenskapsakademien.
Sjöling gifte sig 1959 med Monica Söderström, tillsammans fick de två barn, Patrik och Jesper.